# Chassenon
Ne pas confondre avec l'ancienne commune de Chassenon en Vendée, devenue Xanton-Chassenon en 1827.
Chassenon est une commune française située dans le département de la Charente (région Nouvelle-Aquitaine).
Ses habitants sont les Chassenonais et les Chassenonaises.

## Géographie

### Localisation et accès
Chassenon est une commune de la Charente limousine, située à l'est du département de la Charente et en limite avec celui de la Haute-Vienne à l'est. La route nationale 141 passe au nord de la commune, reliant Angoulême à 60 km au sud-ouest et Limoges à 45 km à l'est. Poitiers est à 97 km au nord-nord-ouest.
Bordée au nord par la rivière Vienne, elle se trouve sur la D.29 reliant Chabanais (6 km au nord-ouest) et Rochechouart (5 km au sud-est),.
La voie ferrée Angoulême-Limoges passe au nord de la commune en longeant la Vienne, et la gare de Saillat - Chassenon est en Haute-Vienne, sur la commune de Saillat-sur-Vienne.

### Hameaux et lieux-dits
Le gros hameau de Villegoureix est situé à 3 km au nord-est du bourg ; il est limitrophe avec les Gourdennes de la commune de Saillat où est située la gare de Saillat - Chassenon.
Le reste de la commune, hormis le bourg qui en occupe le centre, est occupé par de nombreuses fermes et petits hameaux : Laurière, Machat, Brethenoux, Longeas, Masferrand, Mastizon, Malbâti, Labit, Champonger, Nouaillas, Londeix….

### Communes limitrophes
Chassenon est limitrophe avec cinq communes dont deux en Haute-Vienne à l’est.
Les communes limitrophes sont Chabanais, Étagnac, Pressignac, Rochechouart et Saillat-sur-Vienne.
|           | Étagnac    | Saillat-sur-Vienne (Haute-Vienne) |
| Chabanais | Chassenon  | Rochechouart (Haute-Vienne)       |
|           | Pressignac |                                   |

### Géologie et relief
Comme toute la partie nord-est du département de la Charente qu'on appelle la Charente limousine, la commune se trouve sur le plateau du Limousin, partie occidentale du Massif central, composé de roches cristallines et métamorphiques, reliques de la chaîne hercynienne.

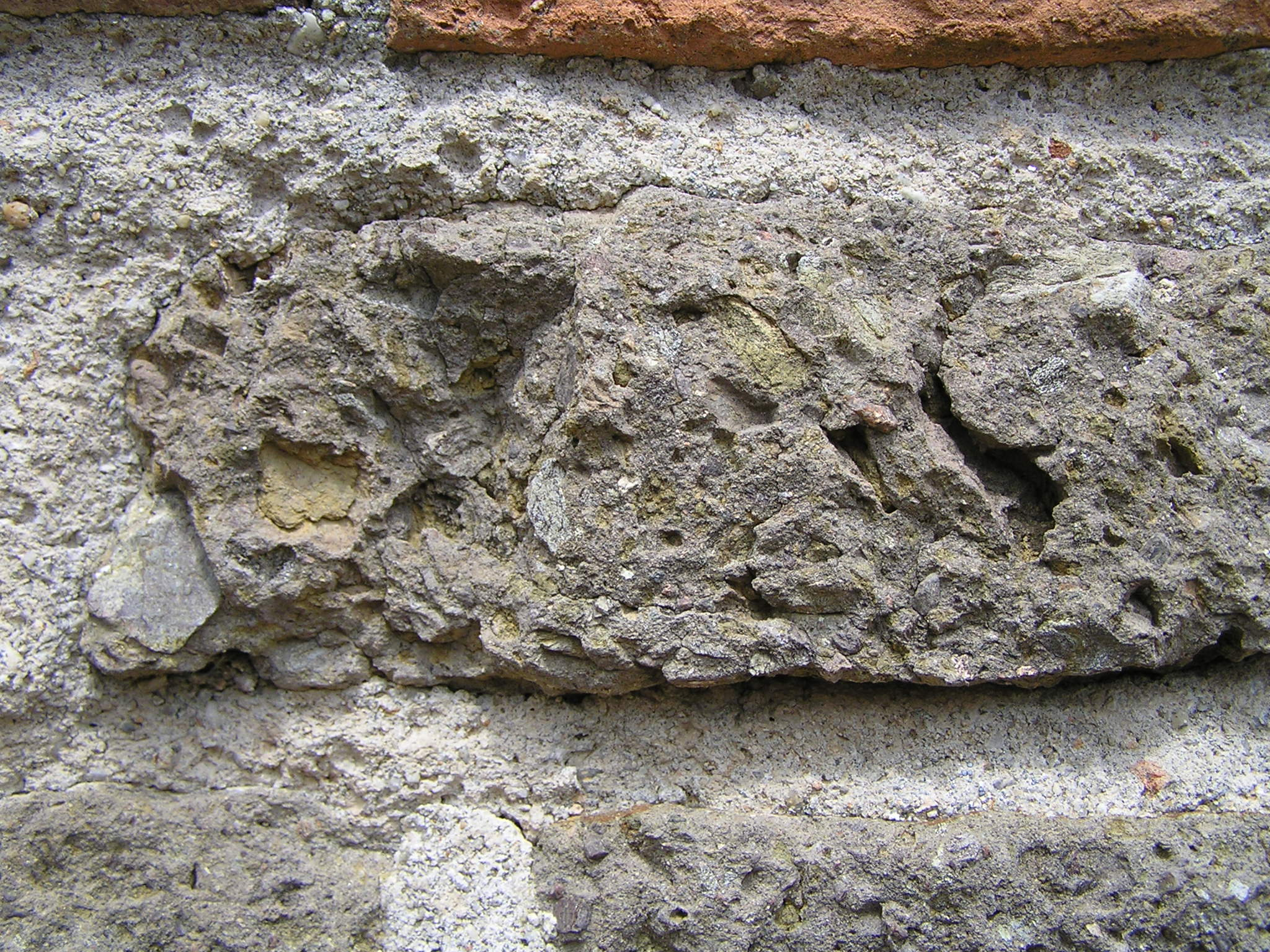
Mur des thermes gallo-romains
formé de brèche.

Elle se situe aussi dans l'emprise d'un cratère météoritique formé il y a environ 200 millions d'années : l'astroblème de Rochechouart-Chassenon. La roche issue de cette collision, ou brèche, a servi à de nombreuses constructions alentours, en particulier à celles de l'église et des thermes gallo-romains dont on a longtemps cru qu'ils étaient construits sur un ancien volcan,.
Une petite partie de la commune à l'ouest est composée de granite et de gneiss, avec au nord des alluvions anciennes le long de la vallée de la Vienne sur une hauteur atteignant 60 m. Les trois quarts de la commune, à l’Est, sont faits de brèche issue de la météorite,.
Le relief est peu prononcé, comme dans toute cette partie occidentale du Massif central. La commune occupe un plateau orienté est-ouest entre les vallées de la Vienne au nord et la Graine (ou Grêne), affluent de cette dernière, au sud.
Le point le plus bas, 150 m, est situé au bord de la Vienne au nord-ouest de la commune. Le point culminant, 261 m, est situé à 2 km à l'est du bourg, au sud de Machat (borne IGN). Le bourg est à environ 215 m d'altitude.

### Hydrographie

#### Réseau hydrographique
La commune est située dans la région hydrographique de « la Loire de la Vienne (c) à la Maine (nc) », une partie du bassin de la Loire, au sein du bassin Loire-Bretagne. Elle est drainée par la Vienne, la Gorre, la Graine, la Judie, le Got du Ris, l'Etang, le Villegoureix et par divers petits cours d'eau, qui constituent un réseau hydrographique de 25 km de longueur totale,.
La Vienne borde la commune au nord. D'une longueur totale de 363,3 km, prend sa source en Corrèze, sur le plateau de Millevaches, dans la commune de Volx et se jette dans la Loire dans la Corrèze, à Saint-Setiers, après avoir traversé 99 communes. Sur le cours de la Vienne, la Montre en rive gauche, et Pilas en rive droite, sont d'anciennes îles redevenues terriennes par comblement d'un bras mineur de la Vienne.
La Gorre, d'une longueur totale de 39,2 km, prend sa source en Haute-Vienne, dans la commune de Pageas, et se jette  dans la Vienne dans la Haute-Vienne, à Saillat-sur-Vienne, après avoir traversé 10 communes.
La Graine limite la commune sur son flnc sud-ouest. D'une longueur totale de 26,6 km, elle prend sa source en Haute-Vienne, dans la commune de Oradour-sur-Vayres, et se jette dans la Vienne à Chabanais, après avoir traversé 7 communes.
Quelques courts ruisseaux temporaires rejoignent ces deux rivières.
La commune est limitée à l'est par le ruisseau de Villegoureix, qui se jette dans la Gorre au nord de la commune, peu avant son confluent de celle-ci dans la Vienne.

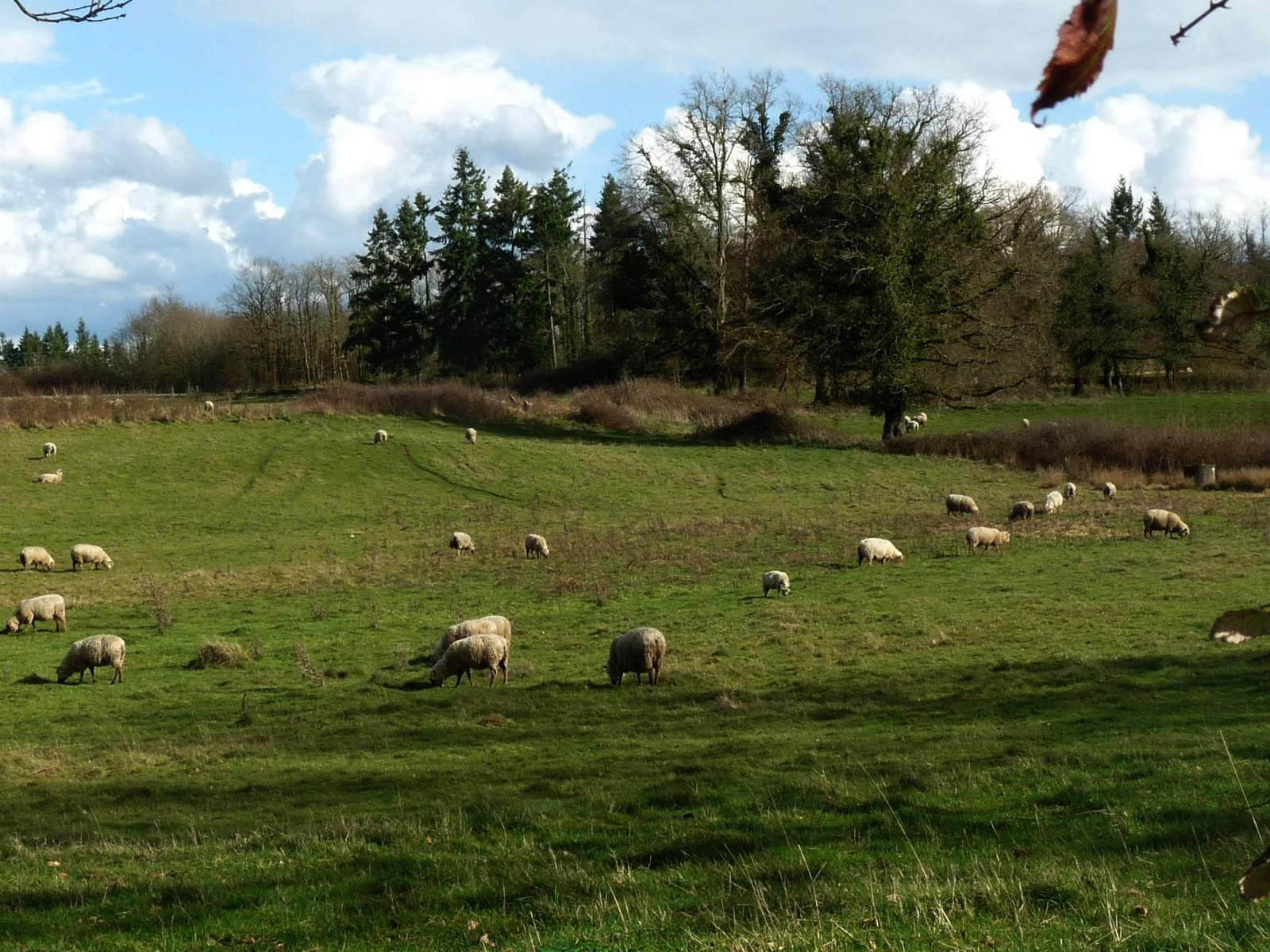
Paysage aux alentours des thermes
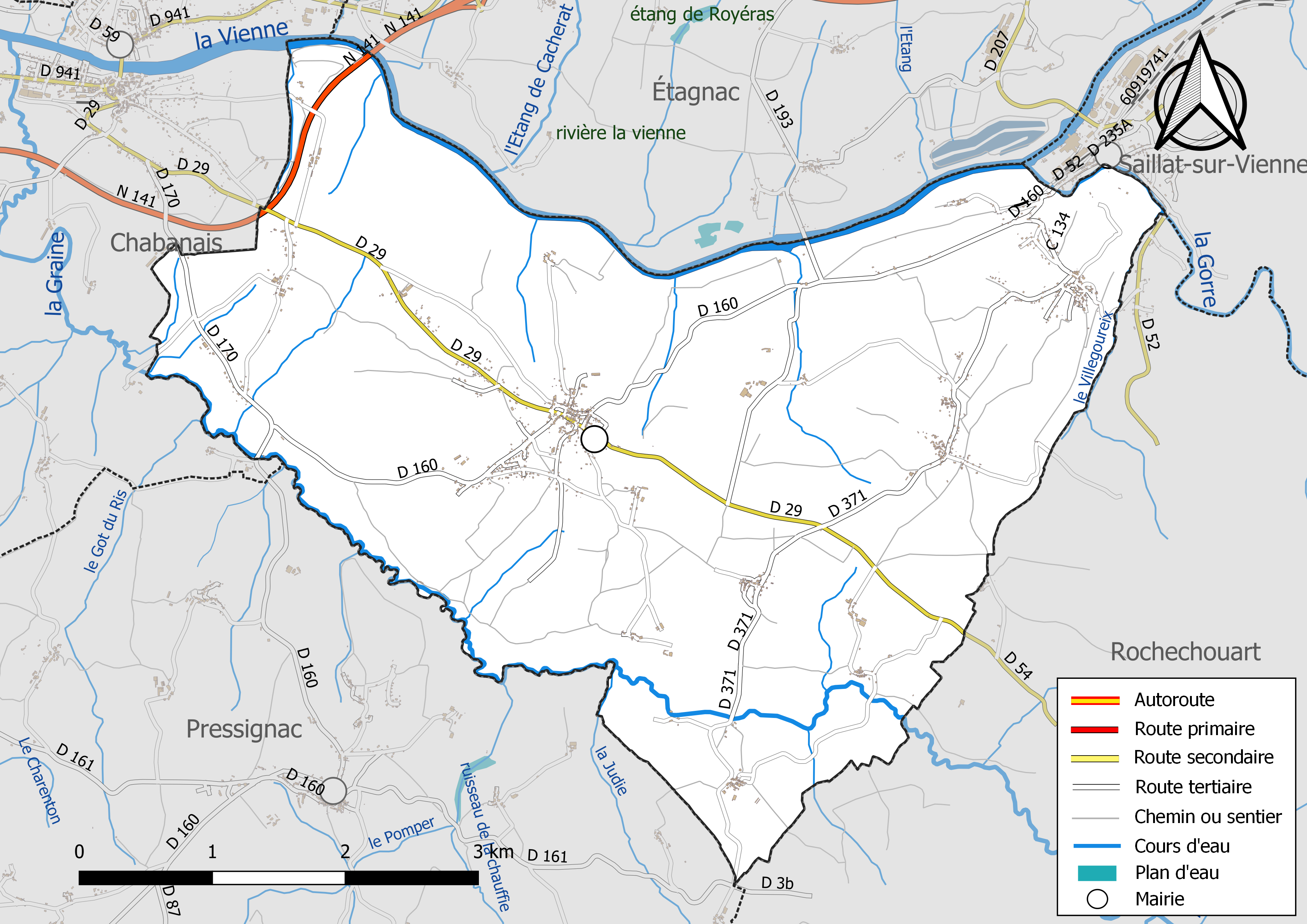
Réseaux hydrographique et routier de Chassenon

#### Gestion des eaux
Le territoire communal est couvert par le schéma d'aménagement et de gestion des eaux (SAGE) « Vienne ». Ce document de planification, dont le territoire correspond au bassin du bassin de la Vienne, d'une superficie de 7 060 km2, a été approuvé le 1er juin 2006. La structure porteuse de l'élaboration et de la mise en œuvre est l'établissement public territorial de bassin Vienne. Il définit sur son territoire les objectifs généraux d’utilisation, de mise en valeur et de protection quantitative et qualitative des ressources en eau superficielle et souterraine, en respect des objectifs de qualité définis dans le troisième SDAGE  du Bassin Loire-Bretagne qui couvre la période 2022-2027, approuvé le 18 mars 2022.

### Climat
Le climat est océanique dégradé. C'est celui de la Charente limousine, plus humide et plus frais que celui du reste du département.

### Végétation
La commune est peu boisée avec une essence prédominante de chêne pour les zones les plus couvertes, avec des châtaigniers. Le sol est occupé par des prés séparés entre eux par des haies d'aubépine qui sont destinés à l'élevage d'ovins et de bovins constituant un bocage typique du Limousin.
Si ces zones de pâturages ne sont pas menacées, elles sont néanmoins de plus en plus mises en concurrence avec d'autres activités agricoles nécessitant un accroissement des surfaces exploitées. Un changement qui s'effectue au détriment de la flore dont celle protégée comme les orchidées terrestres.

## Urbanisme

### Typologie
Au 1er janvier 2024, Chassenon est catégorisée commune rurale à habitat dispersé, selon la nouvelle grille communale de densité à 7 niveaux définie par l'Insee en 2022.
Elle est située hors unité urbaine et hors attraction des villes,.

### Occupation des sols
L'occupation des sols de la commune, telle qu'elle ressort de la base de données européenne d’occupation biophysique des sols Corine Land Cover (CLC), est marquée par l'importance des territoires agricoles (74 % en 2018), en diminution par rapport à 1990 (76,5 %). La répartition détaillée en 2018 est la suivante : 
zones agricoles hétérogènes (52,6 %), forêts (19,9 %), prairies (14,6 %), terres arables (6,8 %), zones urbanisées (4 %), eaux continentales (1,4 %), espaces verts artificialisés, non agricoles (0,6 %), zones industrielles ou commerciales et réseaux de communication (0,1 %). L'évolution de l’occupation des sols de la commune et de ses infrastructures peut être observée sur les différentes représentations cartographiques du territoire : la carte de Cassini (XVIIIe siècle), la carte d'état-major (1820-1866) et les cartes ou photos aériennes de l'IGN pour la période actuelle (1950 à aujourd'hui).

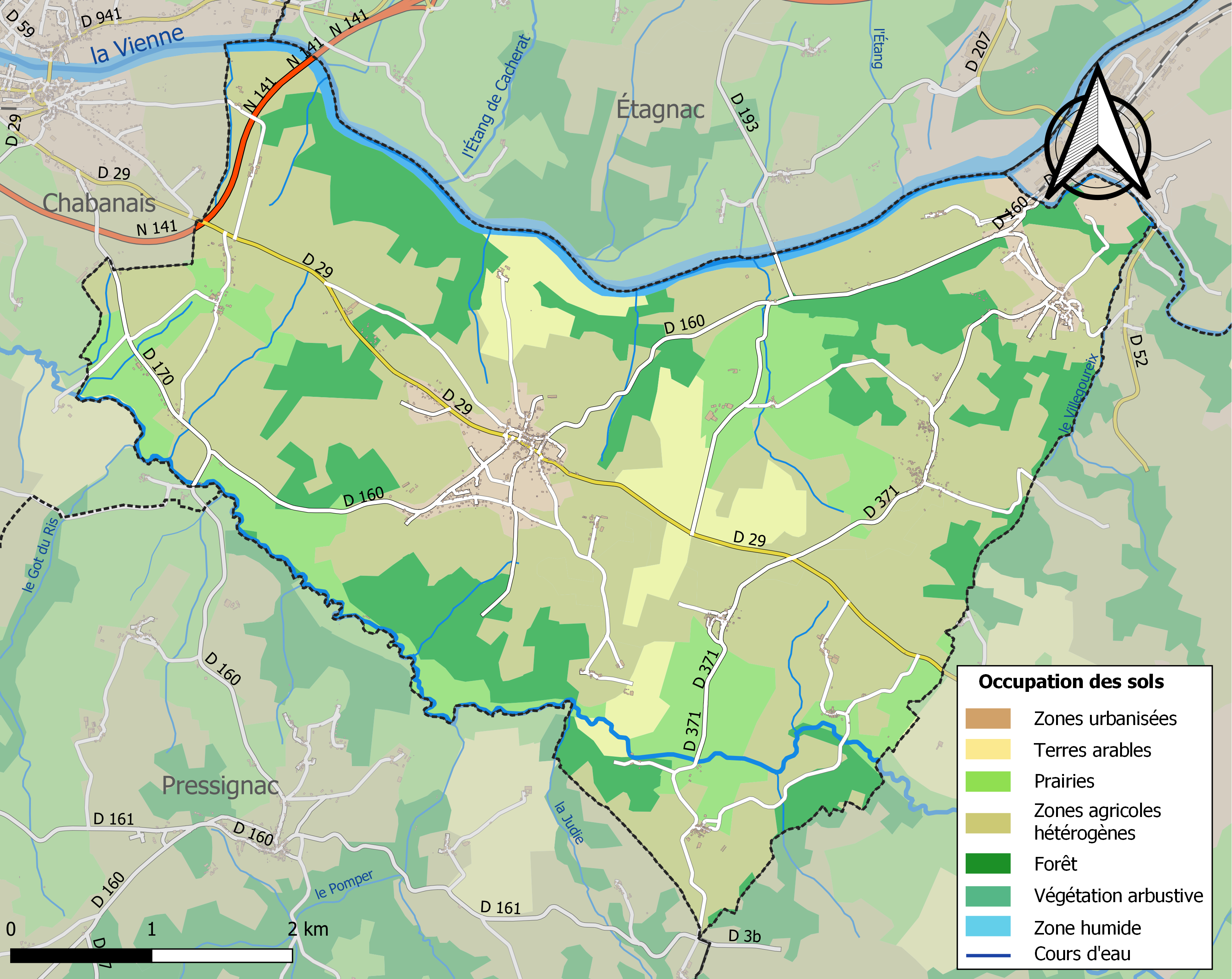
Carte des infrastructures et de l'occupation des sols de la commune en 2018 (CLC).

### Risques majeurs
Le territoire de la commune de Chassenon est vulnérable à différents aléas naturels : météorologiques (tempête, orage, neige, grand froid, canicule ou sécheresse), inondations et séisme (sismicité faible). Il est également exposé à deux risques technologiques,  et  le risque industriel et la rupture d'un barrage, et à un risque particulier : le risque de radon. Un site publié par le BRGM permet d'évaluer simplement et rapidement les risques d'un bien localisé soit par son adresse soit par le numéro de sa parcelle.

#### Risques naturels
Certaines parties du territoire communal sont susceptibles d’être affectées par le risque d’inondation par débordement de cours d'eau, notamment la Vienne, la Gorre et la Graine. La commune a été reconnue en état de catastrophe naturelle au titre des dommages causés par les inondations et coulées de boue survenues en 1982, 1983, 1993, 1995 et 1999,.

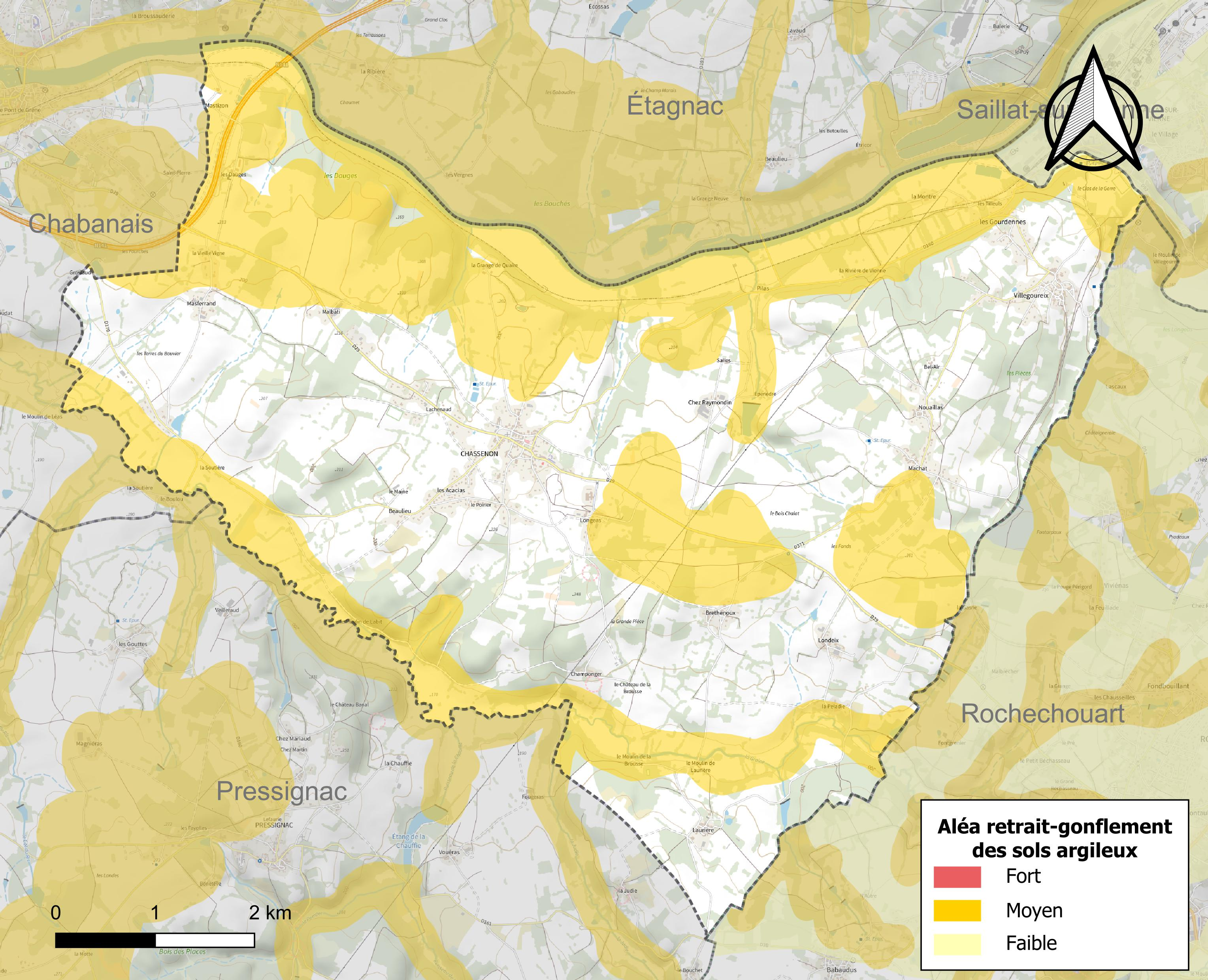
Carte des zones d'aléa retrait-gonflement des sols argileux de Chassenon.

Le retrait-gonflement des sols argileux est susceptible d'engendrer des dommages importants aux bâtiments en cas d’alternance de périodes de sécheresse et de pluie. 40 % de la superficie communale est en aléa moyen ou fort (67,4 % au niveau départemental et 48,5 % au niveau national). Sur les 553 bâtiments dénombrés sur la commune en 2019,  80 sont en aléa moyen ou fort, soit 14 %, à comparer aux 81 % au niveau départemental et 54 % au niveau national. Une cartographie de l'exposition du territoire national au retrait gonflement des sols argileux est disponible sur le site du BRGM,.
Par ailleurs, afin de mieux appréhender le risque d’affaissement de terrain, l'inventaire national des cavités souterraines permet de localiser celles situées sur la commune.
Concernant les mouvements de terrains, la commune a été reconnue en état de catastrophe naturelle au titre des dommages causés par des mouvements de terrain en 1999.

#### Risques technologiques
La commune est exposée au risque industriel du fait de la présence sur son territoire d'une entreprise soumise à la directive européenne SEVESO.
La commune est en outre située en aval des barrages de Lavaud-Gelade et Vassivière, des ouvrages de classes A. À ce titre elle est susceptible d’être touchée par l’onde de submersion consécutive à la rupture de cet ouvrage.

#### Risque particulier
Dans plusieurs parties du territoire national, le radon, accumulé dans certains logements ou autres locaux, peut constituer une source significative d’exposition de la population aux rayonnements ionisants. Certaines communes du département sont concernées par le risque radon à un niveau plus ou moins élevé. Selon la classification de 2018, la commune de Chassenon est classée en zone 3, à savoir zone à potentiel radon significatif.

## Toponymie
Le nom de Chassenon est attesté dès l'époque romaine : Cassinomagus, au IVe siècle. Les autres formes anciennes sont vicaria Cassenominsse en 940-952, Cassano, Cassanomayo (non daté).
Le nom de Chassenon serait directement issu du gaulois cassano ou cassino qui a donné chêne en français, chasne en francoprovençal et casse, cassanh/cassanha, chaisne en occitan, suivi du suffixe -magos, plaine puis marché. La signification serait donc « le champ des chênes » ou « le marché des chênes ». Le nom peut être aussi issu d'un nom d'homme gaulois Cassinus.

### Langue régionale
La commune est historiquement dans la partie de la Charente où était parlé, entre autres, le dialecte est limousin. Elle s’écrit Chassanom en limousin.
Sur la planète Mars, en mars 2021, l'une des cibles d'analyses poussées effectuées sur un affleurement rocheux par l'astromobile Curiosity de la NASA, est baptisée d'après la commune.

## Histoire
À l'époque romaine, Chassenon était un important centre gallo-romain situé sur la voie d'Agrippa de Saintes à Lyon.
Au Moyen Âge, c'était un ancien fief de la famille de Tryon, en la personne de Aymeric de Tryon, chevalier, en 1318.
Entre le Xe et XVIIIe siècles, Chassenon était le siège d'une viguerie, qui rendait la justice localement. Elle était alors dans le diocèse de Limoges, puis fut rattachée aux six autres vigueries du comté d'Angoulême, qui en compta une vingtaine de par son extension au XIe siècle.
Au point de vue religieux, la paroisse était dans le diocèse de Limoges.

## Politique et administration

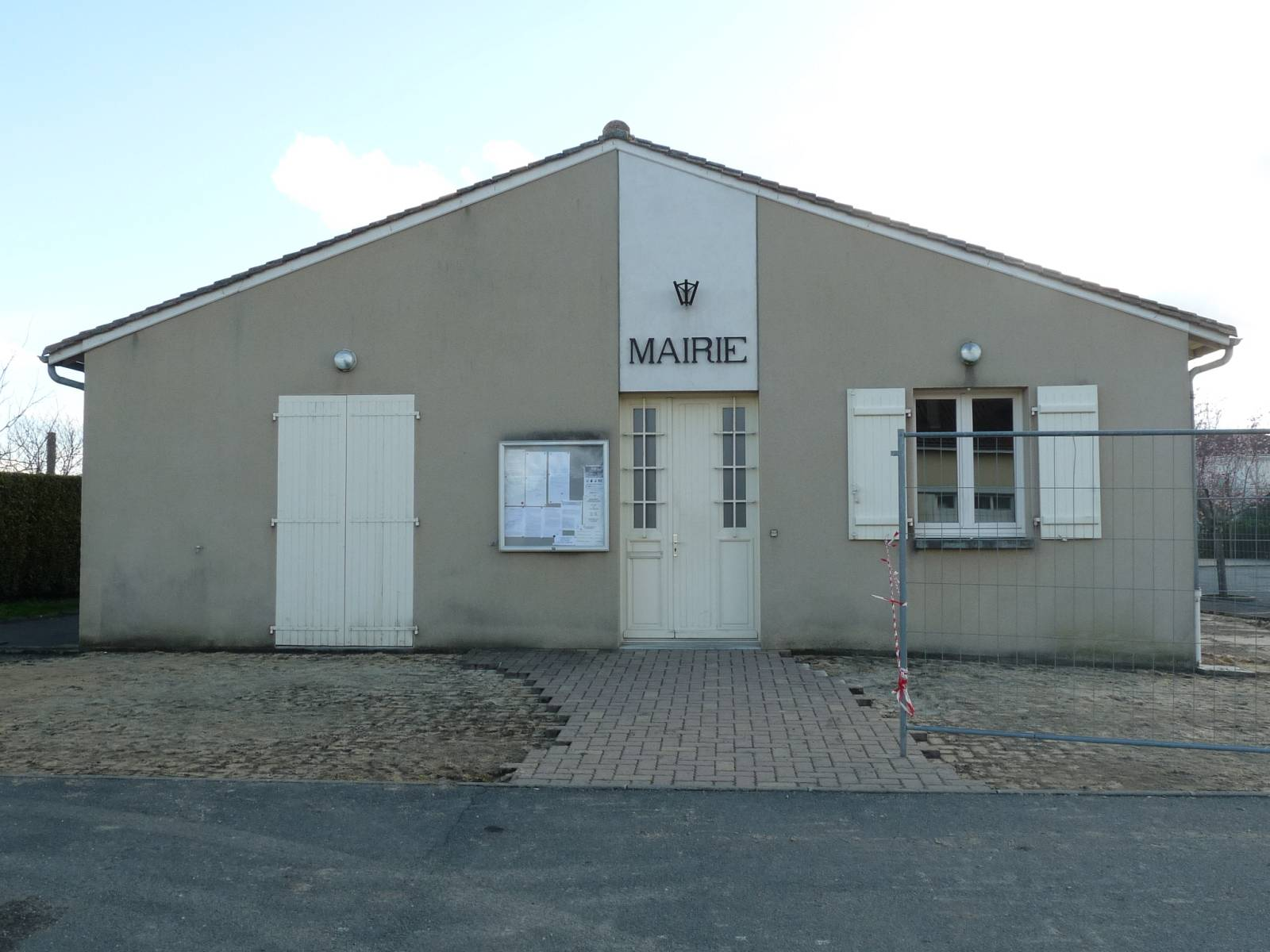
La mairie de Chassenon.

| Période                                  | Période          | Identité             | Étiquette | Qualité                      |
| ---------------------------------------- | ---------------- | -------------------- | --------- | ---------------------------- |
| Les données manquantes sont à compléter. |                  |                      |           |                              |
|                                          | mai 1945         | Pierre Coldeboeuf    |           |                              |
| mai 1945                                 | mars 1965        | André Desnoyés       |           |                              |
| mars 1965                                | mars 1989        | Emile Bissirieix     | PCF       |                              |
| mars 1989                                | mars 2008        | Gilles Raynaud       | PCF       |                              |
| mars 2008                                | mars 2014        | Jean-Pierre Reymond  | DVG       | retraité du bâtiment         |
| mars 2014                                | mai 2014 (décès) | Christophe Gras      |           | ancien responsable financier |
| mai 2014                                 | juillet 2014     | Jérôme Soulas        |           | intérim                      |
| juillet 2014                             | mai 2020         | Patrick Strack       |           | agent immobilier             |
| mai 2020                                 | En cours         | Jean-Marie Lebarbier |           |                              |

## Démographie

### Évolution démographique
L'évolution du nombre d'habitants est connue à travers les recensements de la population effectués dans la commune depuis 1793. Pour les communes de moins de 10 000 habitants, une enquête de recensement portant sur toute la population est réalisée tous les cinq ans, les populations de référence des années intermédiaires étant quant à elles estimées par interpolation ou extrapolation. Pour la commune, le premier recensement exhaustif entrant dans le cadre du nouveau dispositif a été réalisé en 2005.

En 2022, la commune comptait 843 habitants, en évolution de −3,99 % par rapport à 2016 (Charente : −0,48 %, France hors Mayotte : +2,11 %).
| 1793  | 1800  | 1806  | 1821  | 1831  | 1841  | 1846  | 1851  | 1856  |
| ----- | ----- | ----- | ----- | ----- | ----- | ----- | ----- | ----- |
| 1 040 | 1 000 | 1 049 | 1 081 | 1 025 | 1 008 | 1 018 | 1 110 | 1 077 |

| 1861  | 1866  | 1872 | 1876  | 1881  | 1886  | 1891  | 1896  | 1901  |
| ----- | ----- | ---- | ----- | ----- | ----- | ----- | ----- | ----- |
| 1 022 | 1 049 | 994  | 1 032 | 1 099 | 1 142 | 1 173 | 1 169 | 1 176 |

| 1906  | 1911  | 1921  | 1926  | 1931  | 1936 | 1946  | 1954  | 1962  |
| ----- | ----- | ----- | ----- | ----- | ---- | ----- | ----- | ----- |
| 1 148 | 1 188 | 1 080 | 1 041 | 1 133 | 983  | 1 063 | 1 013 | 1 097 |

| 1968  | 1975 | 1982  | 1990 | 1999 | 2005 | 2006 | 2010 | 2015 |
| ----- | ---- | ----- | ---- | ---- | ---- | ---- | ---- | ---- |
| 1 072 | 982  | 1 023 | 964  | 903  | 895  | 894  | 879  | 873  |

| 2020 | 2022 | - | - | - | - | - | - | - |
| ---- | ---- | - | - | - | - | - | - | - |
| 857  | 843  | - | - | - | - | - | - | - |

### Pyramide des âges
La population de la commune est relativement âgée.
En 2018, le taux de personnes d'un âge inférieur à 30 ans s'élève à 26,1 %, soit en dessous de la moyenne départementale (30,2 %). À l'inverse, le taux de personnes d'âge supérieur à 60 ans est de 38,9 % la même année, alors qu'il est de 32,3 % au niveau départemental.
En 2018, la commune comptait 442 hommes pour 428 femmes, soit un taux de 50,8 % d'hommes, largement supérieur au taux départemental (48,41 %).
Les pyramides des âges de la commune et du département s'établissent comme suit.
| Hommes | Classe d’âge | Femmes |
| ------ | ------------ | ------ |
| 0,9    | 90 ou +      | 1,9    |
| 11,3   | 75-89 ans    | 14,0   |
| 24,4   | 60-74 ans    | 25,4   |
| 18,9   | 45-59 ans    | 19,2   |
| 16,5   | 30-44 ans    | 15,4   |
| 11,7   | 15-29 ans    | 9,7    |
| 16,3   | 0-14 ans     | 14,5   |

| Hommes | Classe d’âge | Femmes |
| ------ | ------------ | ------ |
| 1      | 90 ou +      | 2,7    |
| 9,2    | 75-89 ans    | 12     |
| 20,6   | 60-74 ans    | 21,3   |
| 20,7   | 45-59 ans    | 20,3   |
| 16,8   | 30-44 ans    | 16     |
| 15,6   | 15-29 ans    | 13,4   |
| 16,1   | 0-14 ans     | 14,3   |

## Économie

### Commerces
Une boulangerie-pâtisserie est située sur la voie principale du bourg.
Un salon de coiffure à côté de la place de la mairie propose ses services pour un public mixte.
Le marché des délices locaux réunit différents commerçants ambulants sous les marronniers de la place de l'Église le premier dimanche de chaque mois. Les participants sont principalement des entreprises locales. Ce marché existe depuis 2021 grâce à l'initiative du Comité des fêtes. Il laisse sa place ou s'associe, en fonction du calendrier, avec le marché aux fleurs et le marché de Noël.
Le domaine de la Grange de Quayre est une ancienne demeure rénovée en chambres d'hôtes proposant un service d'hébergement local.
Le bar-restaurant qui faisait office de lieu de restauration pour les habitants comme pour les touristes, en visite aux thermes de Cassinomagus, est dans l'attente d'un repreneur.

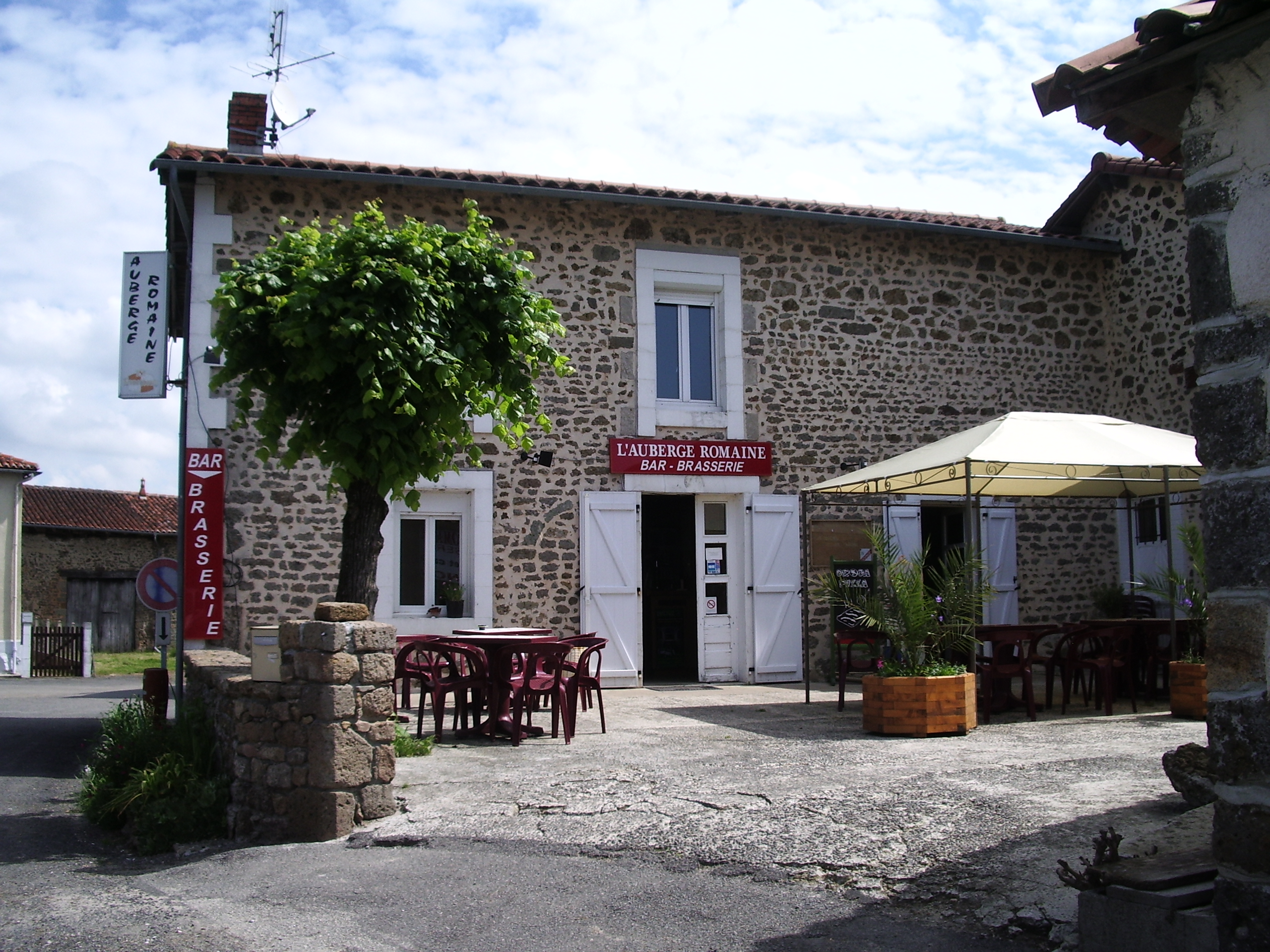
Auberge romaine de Chassenon

## Équipements, services et vie locale

### Enseignement
Le secteur du primaire et du collège est Chabanais.
Le secteur du lycée est Confolens.

### Installations
La commune possède un terrain de football et un parc de jeu pour enfants comportant une table de ping-pong et une machine de fitness.
Une agence de la Poste est présente dans le bourg, au 8 route de Saillat.

## Culture locale et patrimoine

### Lieux et monuments

#### Patrimoine civil

##### Agglomération gallo-romaine
Les thermes de Chassenon, dits de Longeas, au sud-est de Chassenon, sont construits sur une période d'environ 90 ans, entre approximativement l'an 90 et l'an 180 (Haut-Empire romain).
À cette époque, Cassinomagus est une agglomération secondaire de type urbain ; son centre d'attraction est le sanctuaire entourant son grand temple, bientôt assorti d'un des plus grands thermes de Gaule et d'un grand amphithéâtre.
L'amphithéâtre, connu depuis le XIXe siècle, est classé MH depuis 1936.
La nature des thermes antiques n'est reconnue qu'en 1961 ; auparavant, les caves de Longea (en fait les soubassements des thermes) étaient vus comme les caves d'un grand palais. Mais le site des thermes est néanmoins classé monument historique depuis 1959. Il appartient au conseil départemental de la Charente depuis 1983[réf. nécessaire]. Il figure parmi les édifices thermaux antiques les mieux conservés de la Gaule.
Le 21 septembre 1987, les thermes de Longeas, le temple de Montélu et l'amphithéâtre du Bourg sont conjointement classés monuments historiques ; et le forum, les petits temples, l'aqueduc et les carrières gallo-romaines du lieu-dit les Mouillères sont réunis en une inscription globale en tant que monuments historiques.
L'ensemble de l'agglomération gallo-romaine fait l'objet de recherches historiques et archéologiques avancées depuis plusieurs dizaines d'années (voir l'article « Cassinomagus »).

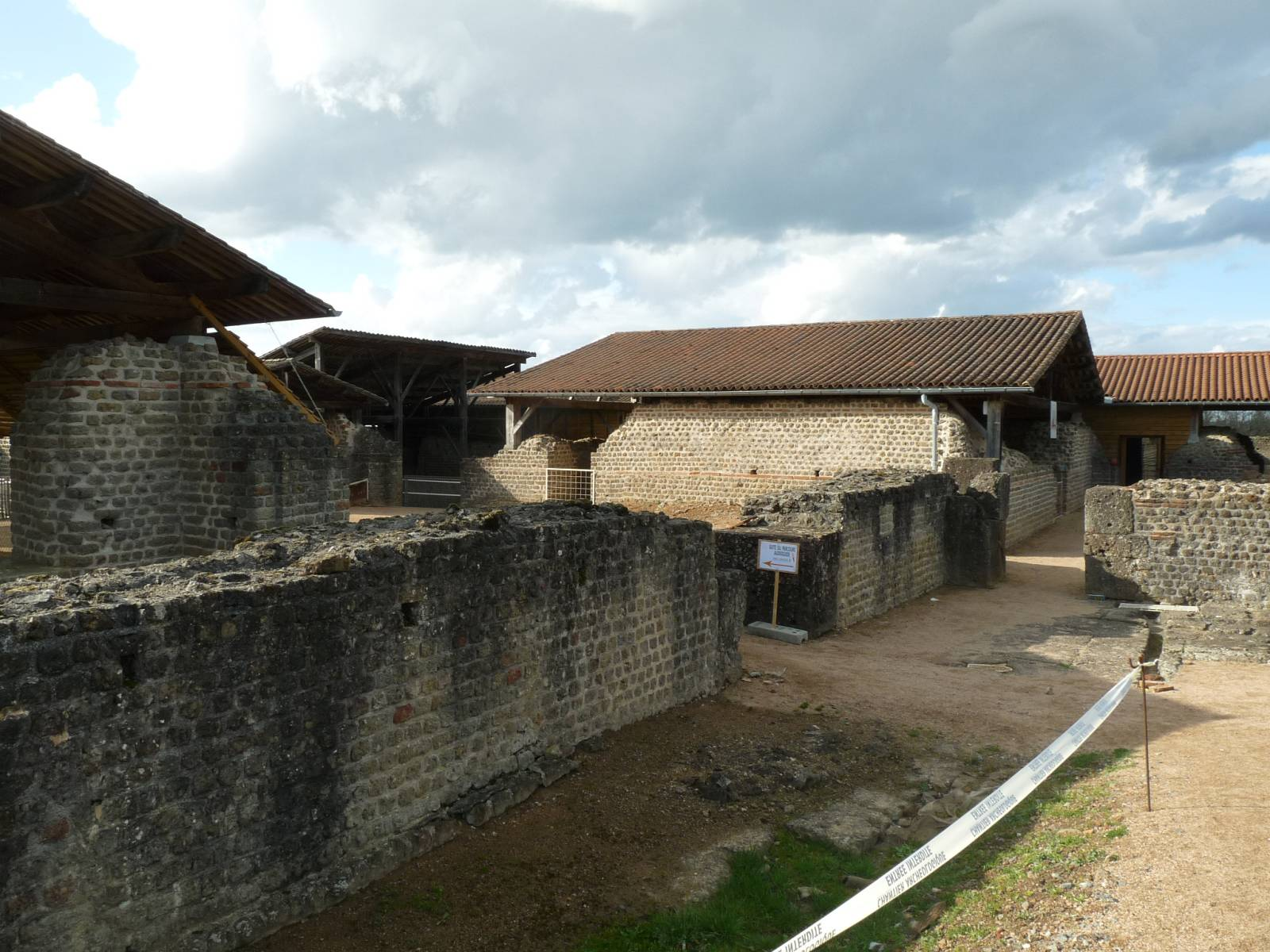
Les thermes de Chassenon

##### Autres monuments anciens
Plusieurs châteaux et logis sont mentionnés sur la commune :
- château de la Grange de Quayre, anciennement Grange Nesmond jusqu'au XVIIIe siècle
- logis de la Brosse (ou la Brousse)
- château des Dauges
- Logis de Salles
- le presbytère date du XVIe siècle.

##### Pierre commémorative de la loi de 1901
Ce mégalithe artificiel a été érigé le 9 juin 2001 commémorant le centenaire de la loi de 1901. Cette érection a pour but de célébrer le passage de IIe au IIIe millénaire.

#### Patrimoine religieux
- L'église paroissiale Saint-Jean-Baptiste, construite en pierre de météorite comme les thermes, date du XIVe siècle[51].

La sculpture juste au-dessus de l'arc de décharge de la porte d'entrée (photo ci-contre) a une iconographie curieuse : le Christ avec les bras en croix, mais sans croix (caractéristique qui se retrouve en quelques autres endroits vers le Xe siècle et le début du XIe siècle), est encadré par les deux soldats fréquemment illustrés depuis la fin du VIe siècle : Longin à droite portant la lance (ici à flamme lozangique et ailerons), et Stéphaton à gauche présentant l'éponge au bout d'une lance. Cette sculpture est la seule connue en France où ces deux personnages ont ces positions ; partout ailleurs dans ce pays, Longin est à gauche et Stéphaton à droite.
À gauche et un peu en dessous de ce bas-relief, un autre est encastré dans la façade. Celui-ci est très endommagé et difficilement lisible. Pierre Beaumesnil le décrit comme trois personnages, l'un armé d'une massue ou d'un couteau s'apprêtant à frapper une femme à genoux devant lui et le troisième personnage debout faisant face aux deux premiers ; Michon y voit une Annonciation, avec la femme à genoux représentant un ange et Marie en face séparée de l'ange par un prie-dieu ; Duléry y voit deux druides soutenant par les bras une troisième personne enlacée d'osiers, s'apprêtant à la jeter en sacrifice à Teutatès ; V. H. Ducourtieux et A. Précigou y voient une Adoration des mages.

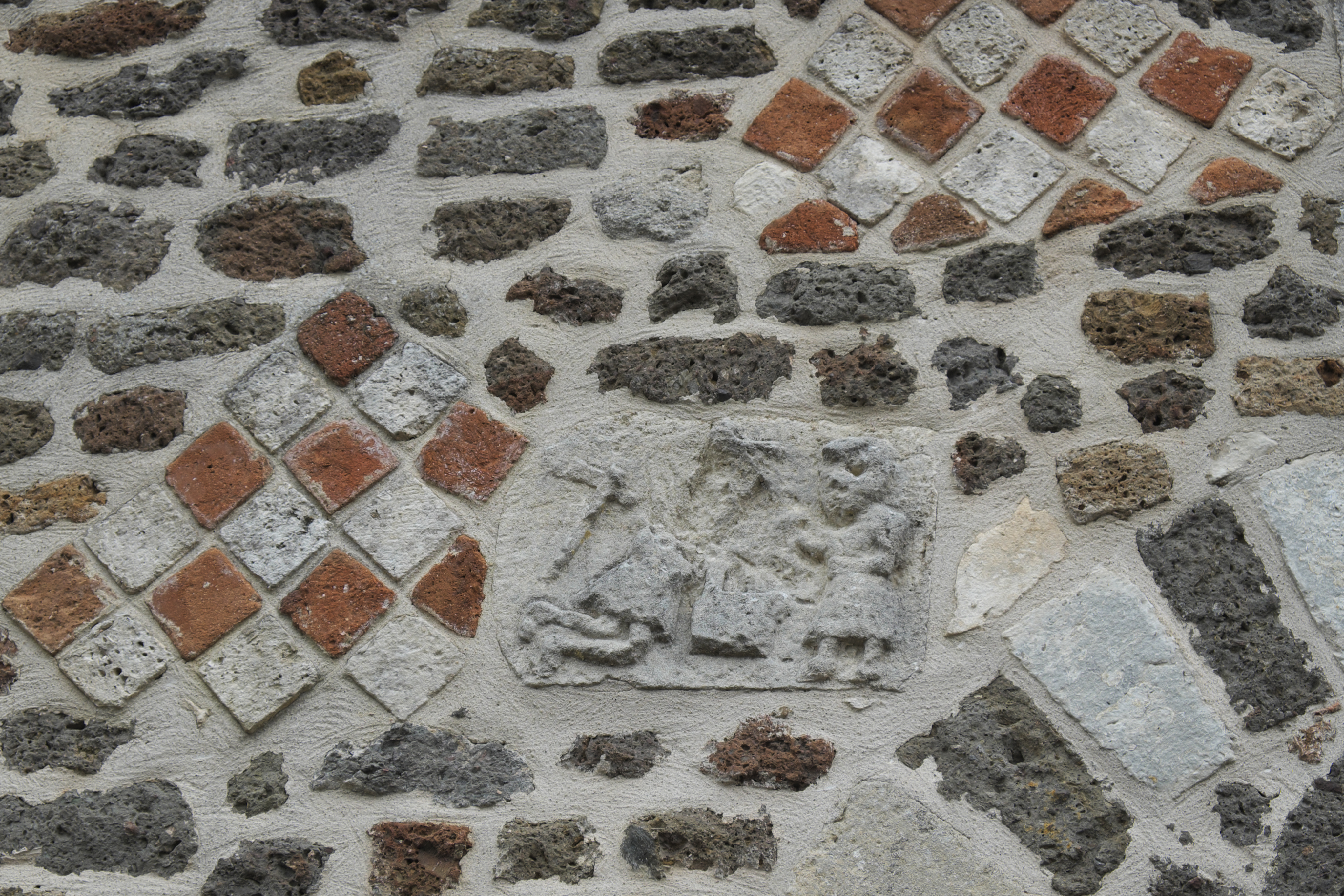
Bas-relief à gauche de l'arc de décharge de la porte d'entrée de l'église.
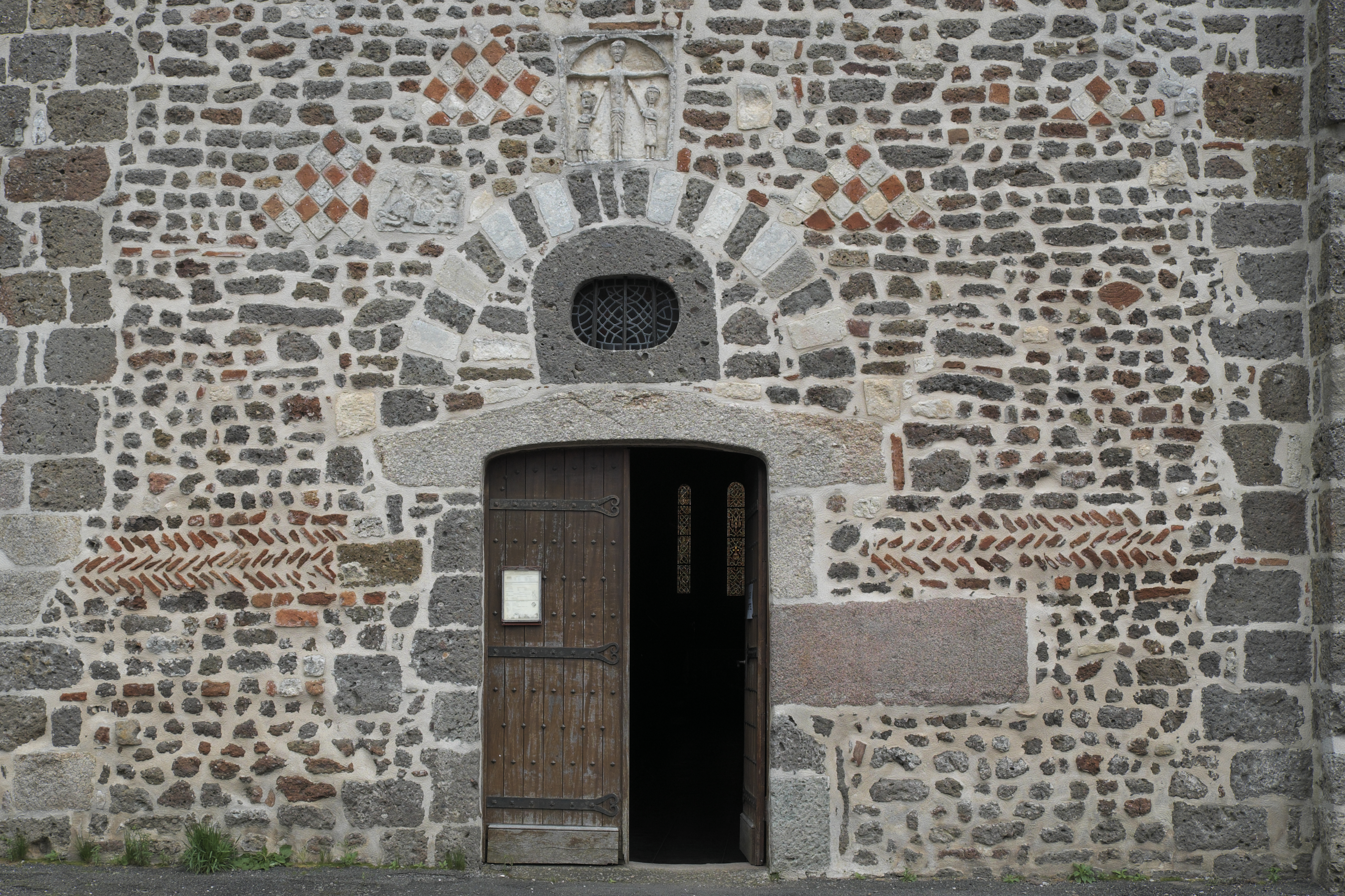
Vue d'ensemble.
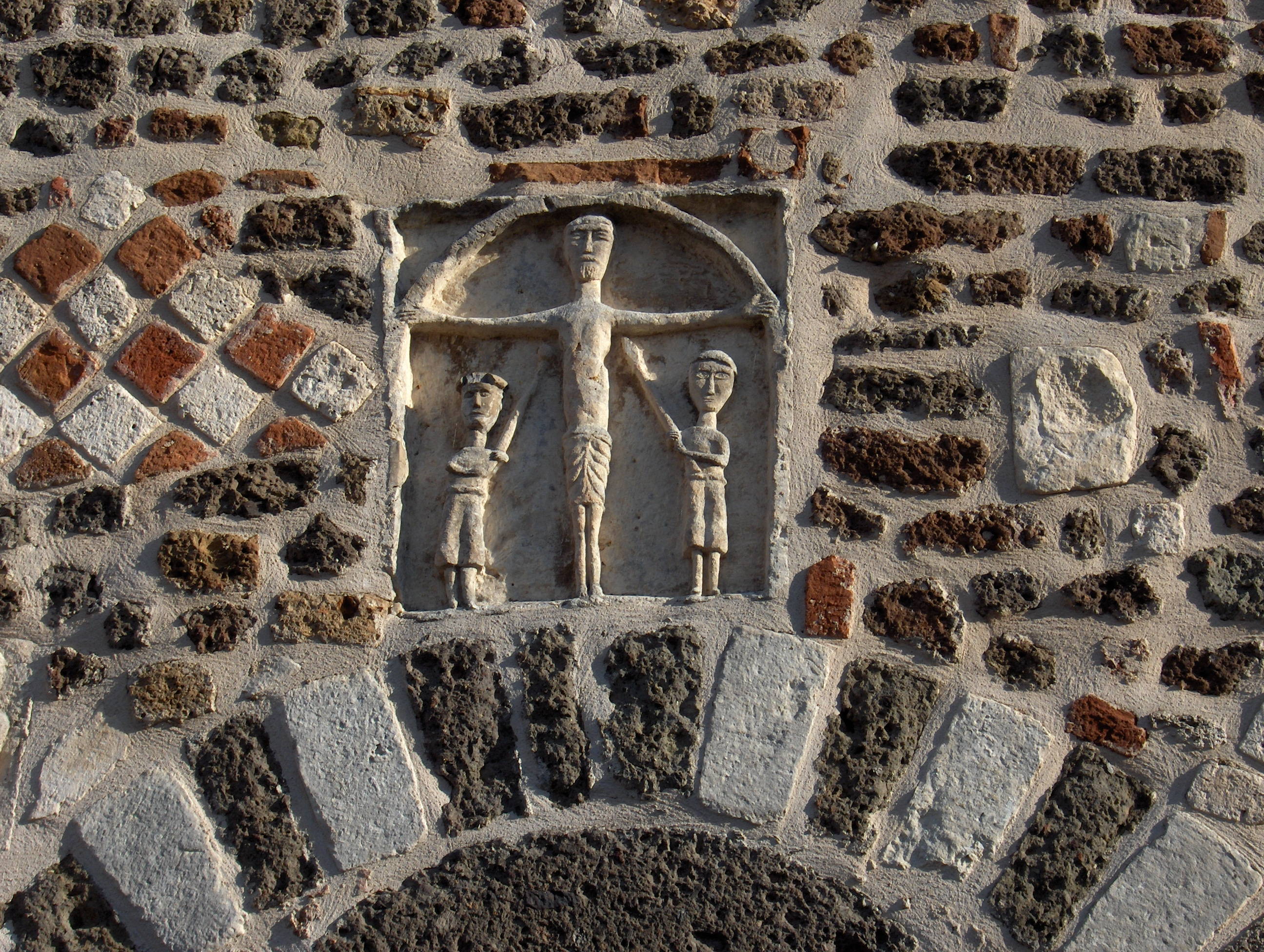
Église Saint-Jean-Baptiste, sculpture au-dessus de la porte d'entrée : épisode de la Passion

#### Patrimoine naturel
- La Réserve naturelle nationale de l'astroblème de Rochechouart-Chassenon, un ensemble de 12 sites repartis sur les communes, Chéronnac, Rochechouart et Videix en Haute-Vienne et en Charente Chassenon et Pressignac[56].

### Personnalités liées à la commune
- L'abbé Michon, archéologue qui a engagé les premières fouilles du site gallo-romain en 1844[46]
- Jean-Henri Moreau, archéologue qui a fouillé les thermes en 1958 et fondateur des Amis de Chassenon
- comte Charles de Tryon, officier et diplomate, né en 1773 au château de Salles.
- Famille de Tryon.
- comte Mathieu de Courcy, officier et maire de Chassenon. Admis en 1783 aux honneurs de la Cour, il est un proche de la famille Royale. Les souverains signent son contrat de mariage. Il épouse la fille du comte de Sanois. Il a pour Parrain  Mathieu-François Molé, Premier Président du Parlement de Paris. L’une de ses filles Françoise-Cornelie épousera Le comte Charles de Tryon.

### Héraldique
| Blason de Chassenon | Blason  | De sinople à la fontaine d'or jaillissante d'argent accostée de deux colonnes antiques aussi d'or. |
| Blason de Chassenon | Détails | Adopté en 2015. Auteur(s)J.-F. Binon                                                               |